# Hisashi Shinma
Hisashi Shinma (Tóquio, 22 de março de 1935 – Tóquio, 21 de abril de 2025) foi o presidente da WWE, na época conhecida como World Wrestling Federation e World Wide Wrestling Federation, de 1978 até 1984. Foi sucedido por Jack Tunney.

## Morte
Em março de 2025, Shinma foi internado em um hospital de Tóquio com COVID-19. Embora tenha se recuperado e recebido alta, ele desenvolveu pneumonia e morreu em sua casa em 21 de abril de 2025, aos 90 anos.

## Prêmios conquistados
- Wrestling Observer Newsletter awards
  - Wrestling Observer Newsletter Hall of Fame (Classe de 1996)

- WWE
  - Hall da Fama da WWE (Indução Legacy; 2019)[2]